# Сосновка (Брединский район)
Сосновка — село в Брединском районе Челябинской области России. Входит в состав Рымникского сельского поселения.

## География
Расположено в центральной части района, на берегу реки Синташты. Расстояние до районного центра посёлка Бреды 26 км.

## История
Село основано переселенцами из Вологодской и Костромской губернии в 1929 году, сразу появилась сельскохозяйственная коммуна имени Блюхера, после переформированная в колхоз имени Будённого. В 1958 году колхоз переименован в «Путь к коммунизму». В 1961 году колхоз был включён в состав совхоза «Боровой».

## Население
| 2002 | 2010 |
| ---- | ---- |
| 529  | ↘437 |

### Историческое население
В 1937—362, в 1947—277, в 1956—400, в 1959—467, в 1970—611, в 1983—541, в 1995—540.

## Улицы
- Степная,
- Целинная,
- Школьная,
- Болотная.

## Инфраструктура
- Фельдшерско-акушерский пункт,
- детский сад.